# 22475 Stanrunge
22475 Stanrunge è un asteroide della fascia principale. Scoperto nel 1997, presenta un'orbita caratterizzata da un semiasse maggiore pari a 2,5935273 UA e da un'eccentricità di 0,0719467, inclinata di 1,83726° rispetto all'eclittica.